# Ансар Дайн
Ансар Дайн (араб. أنصار الدين ʾAnṣār ad-Dīn, також транслітерується як Ançar Deen) означає «помічники з шляху» або «захисники віри» з арабської. Це ісламістська група на чолі з Іяд Аг Галі, одного з чільних керівників повстання туарегів в 1990-х, можливо пов'язана з Аль-Каїдою в державах ісламського Магриба. Ансар Дайн вимагає запровадження законів шаріату у Малі. Першим виступ групи був у березні 2012 року.
Ансар Дайн не прагне до незалежності Азаваду, а вимагає зберегти неподільність Малі і встановлення жорсткої теократії.

## Участь в конфлікті на півночі Малі, 2012

### Березень 2012
21 березня 2012, група взяла під контроль великі райони на північному сході Малі. Agence France-Presse повідомило, що Ансар Дайн стверджує, що захопили контроль над містами Тинзаоуатен, Тессаліт і Агуелхок, все біля алжирського кордону, і що вони захопили щонайменше 110 цивільних і військових полонених. Франція звинуватила Ансар Дайн у позасудовій страті 82 вояків і цивільних осіб в захопленому Агуелхоці, описуючи тактику групи, як «Аль-Каїда-стиль».
22 березня повсталі малійські солдати незадоволені Амаду Тумані Туре скинули уряд Малі під час державного перевороту. Скориставшись безладом в Малі, Ансар Дайн і MNLA захопили міста Кідаль, Гао і Томбукту протягом наступних десяти днів. За словами Джеремі Кінан зі Школи близькосхідних та африканських досліджень, військовий внесок Ансар Дайн був невеликим порівняно з набагато більшим MNLA: «Вояки MNLA ведуть бойові дії з урядовими військами і захоплюють населені пункти, представники Ансар Дайн входять в місто і піднімають свій прапор, впроваджуючи закони шаріату».

### Квітень 2012
3 квітня, BBC повідомила, що Ансар Дайн розпочала впровадження законів шаріату у Тімбукту. За словами мера Тімбукту, ця дія призвела до масової міграції майже всієї християнської громади з Тімбукту. 6 квітня MNLA проголосила незалежність. Проте, військове крило Ансар Дайн за годину, після проголошення, заявила що підтримує територіальну цілісність держави.

### Травень 2012
4 травня в Тімбукту, вояки Ансар Дайн спалили могилу суфійського святого, об'єкт Світової спадщини ЮНЕСКО. 15 травня вояки Ансар Дайн також блокували гуманітарний конвой з медичною та продовольчою допомогою, що прямував до Тімбукту. Після переговорів, конвой було пропущено на наступний день.
26 травня MNLA та Ансар Дайн підписали договір, згідно з яким вони створюють державу Ісламська Республіка Азавад.

### Червень 2012
Тим не менш, деякі пізніші повідомлення свідчать про те, що MNLA вирішив вийти з договору і дистанціюється від Ансар Дайн. Продовження конфлікту призвело до битви за Гао 27 червня, в якому рух за єдність і джихад в Західній Африці і Ансар Дайн взяли під свій контроль місто, вигнавши MNLA. На наступний день, Ансар Дайн оголосило, що має контроль над всіма містами північної частини Малі.

### Липень 2012
Влітку 2012 року члени Ансар Дайн зламали двері мечеті Сиди Ях'я, які, згідно з легендою, не повинні були бути відкриті до останніх днів. Ансар Дайн стверджувала, що поклоніння до місця є ідолопоклонством, але запропонувало близько $ 100 доларів США для ремонту мечеті.